# Comerse el mundo
Comerse el mundo es un programa de televisión emitido en La 1, producido por RTVE y dirigido por Aida Rebordinos, que se estrenó el 21 de julio de 2018 a las 01h00 horas. El programa hace dupla con el exitoso concurso de la misma cadena Masterchef España y MasterChef Celebrity.

## Formato
Javier Peña practica una suerte de inmersión integral en la gastronomía y la cultura de cada destino, prestando atención, tanto a la comida callejera como a los restaurantes de vanguardia, sin pasar por alto la cocina doméstica o festiva, la gastronomía más insólita o los mercados y lugares de origen de las materias primas, para, después, someter su interpretación personal de lo aprendido a los paladares de sus anfitriones. Viajará por todo el mundo para buscar la esencia del sabor de diferentes países con la ayuda de huéspedes locales que le acercarán a lo más auténtico de su cocina. Como colofón de cada viaje, mostrará lo aprendido plasmándolo en un plato, elaborado con su sello personal, que será degustado por sus anfitriones.

## Episodios y audiencias

### Temporada 1
| N.º | Fecha de emisión         | País      | Audiencia       |
| --- | ------------------------ | --------- | --------------- |
| 1   | 25 de septiembre de 2019 | Bolivia   | 511 000 (12,6%) |
| 2   | 2 de octubre de 2019     | Cuba      | 262 000 (10,1%) |
| 3   | 9 de octubre de 2019     | Colombia  | 434 000 (12,9%) |
| 4   | 16 de octubre de 2019    | México    | 397 000 (12,6%) |
| 5   | 23 de octubre de 2019    | Sicilia   | 389 000 (14,2%) |
| 6   | 30 de octubre de 2019    | Grecia    | 407 000 (12,8%) |
| 7   | 6 de noviembre de 2019   | Jordania  | 346 000 (11,1%) |
| 8   | 13 de noviembre de 2019  | Marruecos | 461 000 (11,7%) |
| 9   | 20 de noviembre de 2019  | Turquía   | 551 000 (13,0%) |
| 10  | 27 de noviembre de 2019  | Perú      | 459 000 (14,6%) |

### Temporada 2
| N.º | Fecha de emisión    | País       | Audiencia       |
| --- | ------------------- | ---------- | --------------- |
| 1   | 13 de abril de 2020 | Chile      | 568 000 (13,3%) |
| 2   | 20 de abril de 2020 | Ecuador    | 682 000 (11,6%) |
| 3   | 27 de abril de 2020 | Portugal   | 705 000 (11,8%) |
| 4   | 4 de mayo de 2020   | Túnez      | 661 000 (13,6%) |
| 5   | 11 de mayo de 2020  | Israel     | 654 000 (14,1%) |
| 6   | 18 de mayo de 2020  | Japón      | 630 000 (13,4%) |
| 7   | 25 de mayo de 2020  | Filipinas  | 577 000 (15,0%) |
| 8   | 1 de junio de 2020  | Bari       | 713 000 (13,6%) |
| 9   | 8 de junio de 2020  | Argentina  | 567 000 (15,9%) |
| 10  | 15 de junio de 2020 | Costa Rica | 607 000 (15,0%) |

### Temporada 3
| N.º | Fecha de emisión         | País          | Audiencia       |
| --- | ------------------------ | ------------- | --------------- |
| 1   | 12 de septiembre de 2022 | Santo Domingo | 204 000 (8,1%)  |
| 2   | 19 de septiembre de 2022 | Panamá        | 305 000 (11,4%) |
| 3   | 26 de septiembre de 2022 | Arequipa      | 273 000 (10,4%) |
| 4   | 3 de octubre de 2022     | París         | 289 000 (12,7%) |
| 5   | 10 de octubre de 2022    | Budapest      | 317 000 (13,4%) |
| 6   | 3 de abril de 2023       | Cabo Verde    | 379 000 (7,8%)  |
| 7   | 10 de abril de 2023      | Malta         | 402 000 (8,2%)  |
| 8   | 11 de abril de 2023      | Nueva Orleans | 305 000 (7,0%)  |
| 9   | 17 de abril de 2023      | Dublín        | 314 000 (6,0%)  |
| 10  | 18 de abril de 2023      | Valladolid    | 238 000 (4,9%)  |
| 11  | 24 de abril de 2023      | Azores        | 308 000 (8,7%)  |
| 12  | 25 de abril de 2023      | Cracovia      | 228 000 (6,8%)  |
| 13  | 1 de mayo de 2023        | Liubliana     | 395 000 (12,3%) |

### Temporada 4
| N.º | Fecha de emisión         | País          | Audiencia       |
| --- | ------------------------ | ------------- | --------------- |
| 1   | 14 de septiembre de 2023 | Gotemburgo    | 270 000 (10,8%) |
| 2   | 22 de septiembre de 2023 | Vancouver     | 198 000 (9,5%)  |
| 3   | 28 de septiembre de 2023 | Seattle       | 220 000 (10,9%) |
| 4   | 11 de enero de 2024      | Hanói         | 287 000 (8,3%)  |
| 5   | 15 de enero de 2024      | Riga          | 262 000 (9,4%)  |
| 6   | 22 de enero de 2024      | Bangkok       | 281 000 (10,3%) |
| 7   | 29 de enero de 2024      | Seúl          | 223 000 (8,1%)  |
| 8   | 5 de febrero de 2024     | Bucarest      | 212 000 (8,7%)  |
| 9   | 12 de febrero de 2024    | Berlín        | 261 000 (10,5%) |
| 10  | 15 de abril de 2024      | Rijeka        | 207 000 (9,2%)  |
| 11  | 22 de abril de 2024      | Edimburgo     | 269 000 (12,4%) |
| 12  | 25 de abril de 2024      | Isla Mauricio | 243 000 (10,6%) |

### Temporada 5
| N.º | Fecha de emisión    | País           | Audiencia      |
| --- | ------------------- | -------------- | -------------- |
| 1   | 13 de enero de 2025 | Rio de Janeiro | 176 000 (6,3%) |

## Audiencia media

### Comerse el mundo: Temporadas
| Edición                             | Fecha     | Cadena | Espectadores | Cuota de pantalla |
| ----------------------------------- | --------- | ------ | ------------ | ----------------- |
| Comerse el mundo: Primera temporada | 2019      | La 1   | 432 000      | 12,6%             |
| Comerse el mundo: Segunda temporada | 2020      | La 1   | 636 000      | 13,7%             |
| Comerse el mundo: Tercera temporada | 2022/2023 | La 1   | 297 000      | 9,1%              |
| Comerse el mundo: Cuarta temporada  | 2023/2024 | La 1   | 244 000      | 9,9%              |
| Comerse el mundo: Quinta temporada  | 2025      | La 1   | 176 000*     | 6,3%*             |